# Hormopsylla egena
Hormopsylla egena är en loppart som beskrevs av Jordan 1950. Hormopsylla egena ingår i släktet Hormopsylla och familjen fladdermusloppor. Inga underarter finns listade i Catalogue of Life.